# Porcellio letourneuxi
Porcellio letourneuxi is een pissebed uit de familie Porcellionidae. De wetenschappelijke naam van de soort is voor het eerst geldig gepubliceerd in 1885 door Simon.